# Donnellsmithia ampulliformis
Donnellsmithia ampulliformis är en flockblommig växtart som beskrevs av Mildred Esther Mathias och Lincoln Constance. Donnellsmithia ampulliformis ingår i släktet Donnellsmithia och familjen flockblommiga växter. Inga underarter finns listade i Catalogue of Life.